# I. Szarduri

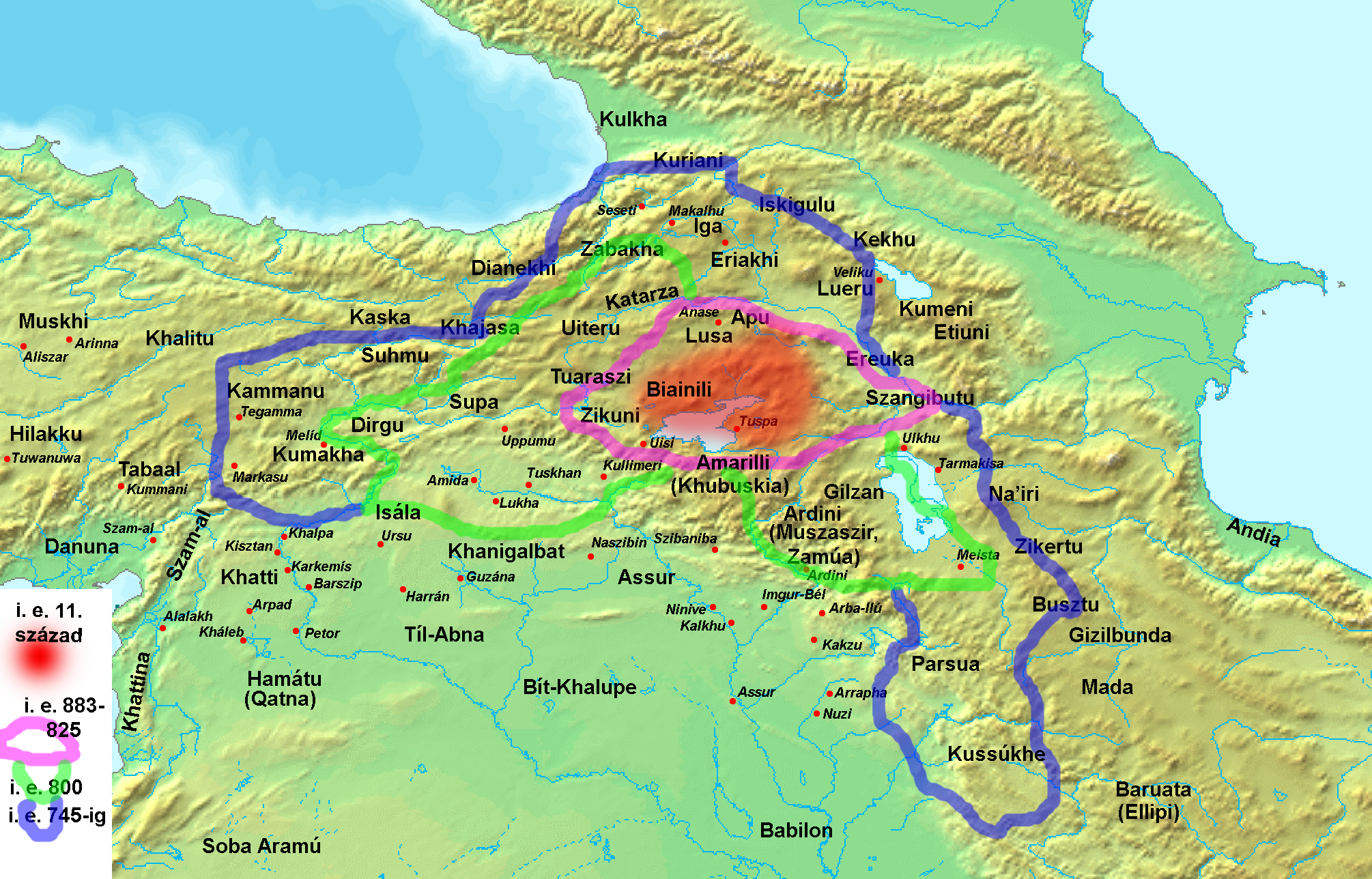
Urartu területváltozásai az i. e. 11. századtól i. e. 745-ig

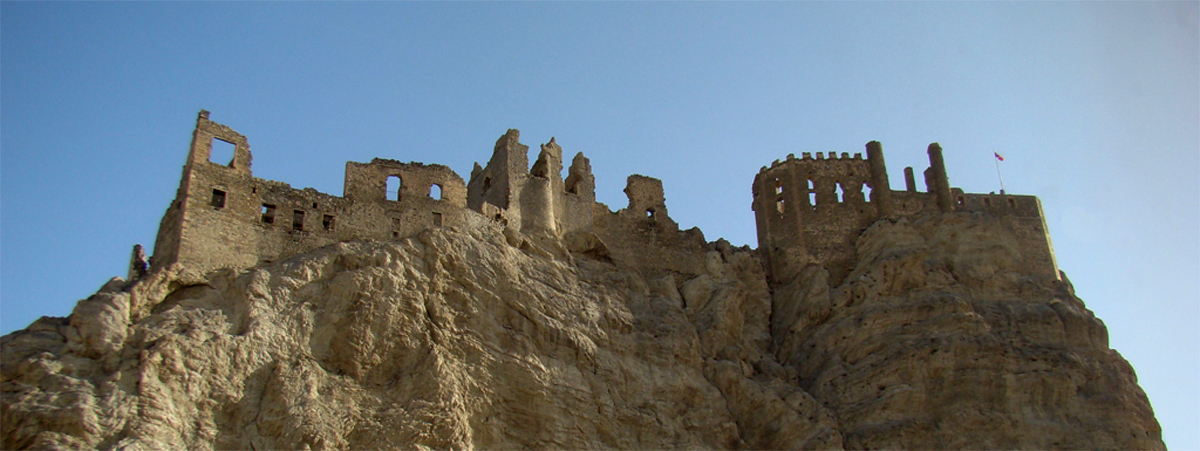
Tuspa várának romjai

I. Szarduri (vagy Szardurí, akkád sardurí[s], seduri, urartui sar5-du-ri) Urartu királya, Lutipri fejedelem fia, az urartui nagyhatalom megalapozója.

## Neve
A név a tuspai feliratokon maradt fenn, ahol a Szarduri által készíttetett akkád nyelvű, ékírásos szövegek tartalmazzák. Ezért nevének csak akkád változata ismert, ahogyan azt az asszírok is lejegyezték: 𒐕𒊬𒁺𒌷 (𒁹𒊬𒁺𒌷) msar5-du-IRI, msar-dūru. A „sar” több jelentésű szó, jelentései közül a „futni, készülődni” vagy „írni” a számításba vehető. A sumer DU-IRI (akkádban du-ri2, dūru) jelentése „örökké”. Előfordul 𒐕𒊬𒂦 (𒁹𒊬𒂦) sar-bad3 alakban is, ebben a bad3 sumerül „fal” jelentésű, akkád olvasata azonban szintén dūru.
A név egyik valószínű fordítása „örök (falak) készítője”, ami esetleg Tuspa alapítására és felépítésére utal. Ugyanakkor a „sar” írásjel alapján Szardi istennővel való kapcsolata is feltehető, vagy a névbe később látták bele Szardit. Az istennő a szépség és szerelem védnöke, kapcsolatba hozható a mezopotámiai Istárral. III. Szarduri idejéből asszír forrásokból ismert egy Istár-duri alakú urartui személynév.

## Trónra kerülése
Hatalomra kerülésének előzményeiről csak annyit tudunk, amennyit tuspai feliratain saját magáról elárul. Eszerint Lutipri fia, akit nagykirálynak nevez, bár korántsem bizonyos, hogy apja uralkodó lett volna. Egy lázadásról is megemlékszik, azonban nem tájékoztat arról, hogy ki, miért és ki ellen lázadt fel. Egyáltalán nem említi Aramét, aki nem sokkal korábban – III. Sulmánu-asarídu idején – Biainili királya volt. Szarduri valószínűleg Urartu déli területein volt hatalmi pozícióban, és itt építette fel az apja vagy saját maga által alapított várost, Tuspát, az urartui hatalmi központok legfontosabbját. Ezen erőd Arzasku területén van, amit Sulmánu-asarídu i. e. 856-ban elfoglalt – Arame idején –, de Asszíria tartósan nem tudott itt berendezkedni, mivel i. e. 853-tól Észak-Szíriában és Délkelet-Anatóliában hadakozott a Földközi-tengerre jutásért. Supriát ugyan i. e. 845-ben ismét megtámadták, de eredményt nem értek el.
Hatalmának kezdetét attól függően határozzák meg i. e. 844 és i. e. 834 között a különböző kutatók, hogy Lutipriről mit tartanak: létezett-e vagy sem, uralkodott-e vagy sem. Egyetlen bizonyosság, hogy i. e. 832-ben már ő volt a térség ura.
Címei, titulusai az asszír királyokét utánozzák. „Nagykirály, királyok királya, erős király, a sokaság királya, a négy világtáj ura, a birodalom királya, Nairi ura, Biainili királya, Tuspa ura, a páratlan király, a csodálatos pásztor, a csaták hőse, a lázadók leverője.” E címből a „nagy király, az erős király, a sokaság király, Nairi ura” részlet pontosan megfelel az asszír király címének, csak az Assur szó helyett Nairi szerepel benne. Nairi viszont igénycím volt, mert tényleges hatalma nem terjedt ki az Urmia-tó északi és keleti vidékére, amit a szorosabb értelemben vett Nairi takar. Ezen igénycím tartós használata miatt azonban a Nairi kifejezés szinonímájává vált Urartunak, csakúgy, mint Biainili, a törzsterület.

## Uralkodása
Szarduri idejében vált Urartu állammá, Arme, Supria és Hajasa tartós egyesítésével. Ezekben a fejedelemségekben a hajok és más hurro-urartui népek alkották a lakosságot. Ezek összeolvadása hozta létre az örmény népet. I. e. 832-től ismételt asszír támadásoknak nézett elébe, mivel Asszíria már nem csak a tengeri kereskedelmet, de a karavánutak egészét is ellenőrizni kívánta.
Az első asszír hadjárat (i. e. 832) a 24 évvel korábbinak az útvonalát követte, de Szarduri szívós ellenállása miatt eredménytelen maradt. A sikeren felbuzduló környékbeli fejedelemségek ezután önként csatlakoztak Szardurihoz, hogy védje meg őket Asszíriától. A területben, lakosságszámban és haderőben is megnövekedett Urartu ezután ismét sikerrel szállt szembe Sulmánu-asaríduval az i. e. 829-es és i. e. 828-as hadjáratokban is, amikor Muszaszirt, Hubuskiát és Gilzant támadta.
Szarduri valamikor az i. e. 828-as hadjárat után halt meg, a trónon méltó fia, Ispuini követte.